# Martin Lindahl
Martin Oscar Lindahl, född 15 maj 1886 i Lund, död 15 december 1958 i Ljungbyhed, Riseberga församling, var en svensk väg- och vattenbyggnadsingenjör.
Martin Lindahl var son till järnvägstjänstemannen Oscar Lindahl. Efter avgångsexamen från Chalmers tekniska institut 1917 var han extra underingenjör vid Statens järnvägar med placering i Falköping till 1918, arbetsingenjör vid Hemsö kraft AB och Sydsvenska kraft AB 1919–1921 samt avdelningsingenjör vid Ostkustbanans järnvägsbyggnad 1922–1926. Han var sektionschef vid Nydqvist & Holm AB:s järnvägsbyggnader i Turkiet 1927–1932 samt överingenjör och chef för iranska regeringens järnvägsbyggnader i norra Iran 1933. Sedan verkade han till 1937 som överingenjör och chef för Svenska entreprenad AB:s avdelning i Teheran. 1938–1939 var han anställd som rådgivare i turkiska statens tjänst vid järnvägsbyggnaderna i sydöstra Anatolien. 1939 återvände han till Sverige där han var verksam som frukt- och bärodlare i Skåne.